# Skelgårdskirken
Skelgårdskirken er en dansk folkekirke i Kastrup på Amager. Kirken er tegnet af Gert Ingemann, mens alter og døbefont er tegnet og fremstillet af kunstneren Erik Heide.
Det første spadestik til kirken blev taget 10. maj 1988, og kirken blev indviet 30. juli året efter. Kirken blev udvidet i 2009. 
Kirkens fem grundsten blev nedlagt 16. september 1988, og de fem sten kom fra henholdsvis Tårnby Kirke, Vestamager Filialkirke, Kastrup Kirke, Korsvejens Kirke og Store Magleby Kirke. Grundstensdokumentet blev indmuret i en blykapsel i kirkerummets østvæg til venstre for alteret sammen med et sæt hovedtegninger af den nye kirke og to sæt gangbare mønter fra 1988, skænket af Amagerbanken.

## Eksterne kilder og henvisninger
- Wikimedia Commons har flere filer relateret til Skelgårdskirken
- Byggeår for kirker Arkiveret 14. august 2009 hos  Wayback Machine
- Skelgårdskirken i Den Store Danske på Lex.dk
- Skelgårdskirken hos KortTilKirken.dk